# Elecciones parlamentarias de Albania de 2017
Las elecciones parlamentarias se celebraron en Albania el 25 de junio de 2017. Siguiendo las directrices de la Comisión Central Electoral, los comicios originalmente estaba programado para el 18 de junio, pero tras un posible boicot anunciado por los partidos de oposición, durante una gran crisis política que duró tres meses, se llegó a un acuerdo entre todos los partidos políticos el 18 de mayo para cambiar la fecha para el 25 de junio. Los resultados dieron una victoria al Partido Socialista de Albania obteniendo la mayoría absoluta, y el primer ministro Edi Rama resultó reelecto en el cargo.

## Sistema Electoral
Los 140 miembros del Parlamento son elegidos en doce circunscripciones plurinominales análogas a doce condados del país. Dentro de los distritos electorales, los asientos son elegidos por listas cerradas de representación proporcional, con un umbral electoral del 3% para los partidos y el 5% para las alianzas.
Los escaños se asignan a las alianzas utilizando el sistema d'Hondt, a continuación, a los partidos políticos con el método Sainte-Laguë.
Los cambios demográficos provocaron algunos cambios en el número de escaños para algunos condados; Tirana ganó dos asientos y Durrës uno, mientras que Korçë, Berat y Kukës todos perdieron un asiento.

## Antecedentes
Las elecciones parlamentarias anteriores tuvieron lugar el 23 de junio de 2013 y resultaron en una victoria para la Alianza para una Albania Europea dirigida por el Partido Socialista de Albania, que recibió el 57,6% de los votos, obteniendo 83 de los 140 escaños. La opositora Alianza para el Empleo, Prosperidad e Integración encabezada por Sali Berisha del Partido Democrático de Albania recibió casi el 39,5 % de los votos y ganó los otros 57 escaños. El Partido Socialista dirigido por Edi Rama formó gobierno con Rama como primer ministro.

## Partidos registrados
A diferencia de la elección anterior, las agrupaciones políticas decidieron no competir en alianzas electorales y cada partido decidió ir bajo su propia cuenta.
Para esta elección, competirán los 2 principales partidos: el Partido Socialista (PS), del primer ministro Edi Rama; y el opositor Partido Democrático (PD), esta vez dirigido por el exalcalde de Tirana, Lulzim Basha. Además, competirán también el socialdemócrata Movimiento Socialista por la Integración (LSI), aliado del PS; y el nacionalista Partido por la Justicia, Integración y Unidad (PDIU), aliado del PD. 
También competirán 2 nuevos partidos: el socio liberal Partido Libra y el centrista Partido Desafío para Albania (SFIDA).

## Encuestas de opinión
| Encuestadora   | Fecha                 | Muestra | PD        | PS          | LSI   | PDIU   | Libra  | SFIDA! | Otros | Lead |      |   |   |  |     |
| -------------- | --------------------- | ------- | --------- | ----------- | ----- | ------ | ------ | ------ | ----- | ---- | ---- | - | - |  | --- |
| Encuestadora   | Fecha                 | Muestra | Exit poll | 25 Jun 2017 |       | 30-34% | 45-49% | 11-15% | Otros | Lead | 3-5% | - | - |  | 15% |
| IPR + Ora News | 19 Jun 2017           |         | 33%       | 48%         | 13%   | 1.8%   | 2.3%   | 0.5%   |       | 15%  |      |   |   |  |     |
| IPR + Ora News | 7 Jun 2017            | 800     | 37%       | 45%         | 13%   | 1.5%   | 2%     | 0.3%   | –     | 8%   |      |   |   |  |     |
| Piepoli        | 6 Jun 2017            | 800     | 28-32%    | 48-52%      | 9-13% | 1-2%   | 1-3%   | 1-3%   | –     | 20%  |      |   |   |  |     |
| IPR + Ora News | 29–30 de mayo de 2017 | 2,002   | 36%       | 43%         | 12%   | 1.8%   | 2.3%   | 1.0%   | 3.9%  | 7%   |      |   |   |  |     |

## Resultados
| Partido                   | Partido                                       | Votos     | %     | Escaños | +/–   |
| ------------------------- | --------------------------------------------- | --------- | ----- | ------- | ----- |
|                           | Partido Socialista de Albania                 | 764.791   | 48.33 | 74      | +9    |
|                           | Partido Democrático de Albania                | 456.481   | 28.82 | 43      | –7    |
|                           | Movimiento Socialista por la Integración      | 225.975   | 14.27 | 19      | +3    |
|                           | Partido por la Justicia, Integración y Unidad | 76.064    | 4.80  | 3       | –1    |
|                           | Partido Libra                                 | 19.756    | 1.25  | 0       | Nuevo |
|                           | Partido Socialdemócrata de Albania            | 14.987    | 0.95  | 1       | +1    |
|                           | Nuevo Espíritu Democrático                    | 5.118     | 0.32  | 0       | 0     |
|                           | Sfida për Shqipërinë                          | 3.534     | 0.22  | 0       | Nuevo |
|                           | Partido Republicano de Albania                | 3.217     | 0.20  | 0       | –3    |
|                           | Partido Democracia Social de Albania          | 2.473     | 0.16  | 0       | 0     |
|                           | Partido Demócrata Cristiano de Albania        | 2.415     | 0.15  | 0       | –1    |
|                           | Partido por el Futuro de la Minoría Griega    | 2.287     | 0.14  | 0       | 0     |
|                           | Alianza Popular para la Justicia              | 1.491     | 0.09  | 0       | Nuevo |
|                           | Partido Comunista de Albania                  | 1.029     | 0.07  | 0       | 0     |
|                           | Unión Demócrata Cristiana Albanesa            | 920       | 0.06  | 0       | Nuevo |
|                           | Alianza Demócrata Cristiana                   | 767       | 0.05  | 0       | 0     |
|                           | Partido Alianza Democrática                   | 541       | 0.03  | 0       | 0     |
|                           | Alianza Nacional Arbnore                      | 349       | 0.02  | 0       | Nuevo |
| Votos nulos               | Votos nulos                                   | 32.118    | –     | –       | –     |
| Total                     | Total                                         | 1.614.479 | 100   | 140     | 0     |
| Registrados/Participación | Registrados/Participación                     | 3.452.324 | 46,57 | –       | –     |
| Fuente: CEC               |                                               |           |       |         |       |

### Por circunscripción
| Circunscripción | PS    | PS      | PD    | PD      | LSI   | LSI     | PDIU  | PDIU    | PSD   | PSD     | Escaños |   |   |
| Circunscripción | %     | Escaños | %     | Escaños | %     | Escaños | %     | Escaños | %     | Escaños | Escaños |   |   |
| --------------- | ----- | ------- | ----- | ------- | ----- | ------- | ----- | ------- | ----- | ------- | ------- | - | - |
| Circunscripción | Berat | 54.53   | 4     | 19.48   | 1     | 23.62   | 2     | 0.76    | –     | 0.03    | Escaños | – | 7 |
| Dibër           | 34.46 | 2       | 29.65 | 2       | 17.05 | 1       | 17.52 | 1       | 0.04  | –       | 6       |   |   |
| Durrës          | 49.68 | 8       | 29.35 | 4       | 14.92 | 2       | 3.07  | –       | 0.33  | –       | 14      |   |   |
| Elbasan         | 44.59 | 7       | 20.72 | 3       | 14.40 | 2       | 18.00 | 2       | 0.04  | –       | 14      |   |   |
| Fier            | 57.15 | 10      | 25.68 | 4       | 11.73 | 2       | 3.48  | –       | 0.04  | –       | 16      |   |   |
| Gjirokastër     | 50.20 | 3       | 24.57 | 1       | 23.23 | 1       | 0.32  | –       | 0.05  | –       | 5       |   |   |
| Korçë           | 48.39 | 6       | 32.51 | 4       | 15.00 | 1       | 1.54  | –       | 0.05  | –       | 11      |   |   |
| Kukës           | 43.79 | 1       | 47.48 | 2       | 7.00  | –       | 0.03  | –       | 0.20  | –       | 3       |   |   |
| Lezhë           | 41.55 | 3       | 37.65 | 3       | 15.32 | 1       | 2.90  | –       | 0.04  | –       | 7       |   |   |
| Shkodër         | 35.68 | 4       | 37.06 | 5       | 11.58 | 1       | 1.97  | –       | 12.02 | 1       | 11      |   |   |
| Tirana          | 48.24 | 18      | 30.81 | 11      | 13.45 | 5       | 2.99  | –       | 0.20  | –       | 34      |   |   |
| Vlorë           | 60.31 | 8       | 21.31 | 3       | 11.24 | 1       | 3.31  | –       | 0.06  | –       | 12      |   |   |
| Total           | 48.34 | 74      | 28.85 | 43      | 14.28 | 19      | 4.81  | 3       | 0.95  | 1       | 140     |   |   |

### Lecturas
La Organización para la Seguridad y la Cooperación en Europa (OSCE), una de las principales instituciones que supervisan la política de Albania para valorar su inclusión en la Unión Europea, reconoció que el país ha dado unos avances significativos en la democracia en los últimos años.
Sin embargo, la participación en estos comicios (del 46,8 %), es el  dato de participación más bajo en unas elecciones en el país en este siglo. Siendo también el dato de participación más bajo en democracia desde que en el año 1992 cayese el sistema socialista y diese paso a la actual República de Albania.